# Кашуэйру-ду-Итапемирин (микрорегион)

Кашуэйру-ду-Итапемирин на карте.

Кашуэйру-ду-Итапемирин (порт. Microrregião de Cachoeiro do Itapemirim) — микрорегион в Бразилии, входит в штат Эспириту-Санту. Составная часть мезорегиона Юг штата Эспириту-Санту. Население составляет 344 869 человек на 2006 год. Занимает площадь 4099,092 км². Плотность населения — 84,1 чел./км².

## Состав микрорегиона
В составе микрорегиона включены следующие муниципалитеты:
1. Апиака
2. Атилиу-Вивакуа
3. Бон-Жезус-ду-Норти
4. Мимозу-ду-Сул
5. Муки
6. Сан-Жозе-ду-Калсаду